# Langage de définition de données
Pour les articles homonymes, voir DDL.

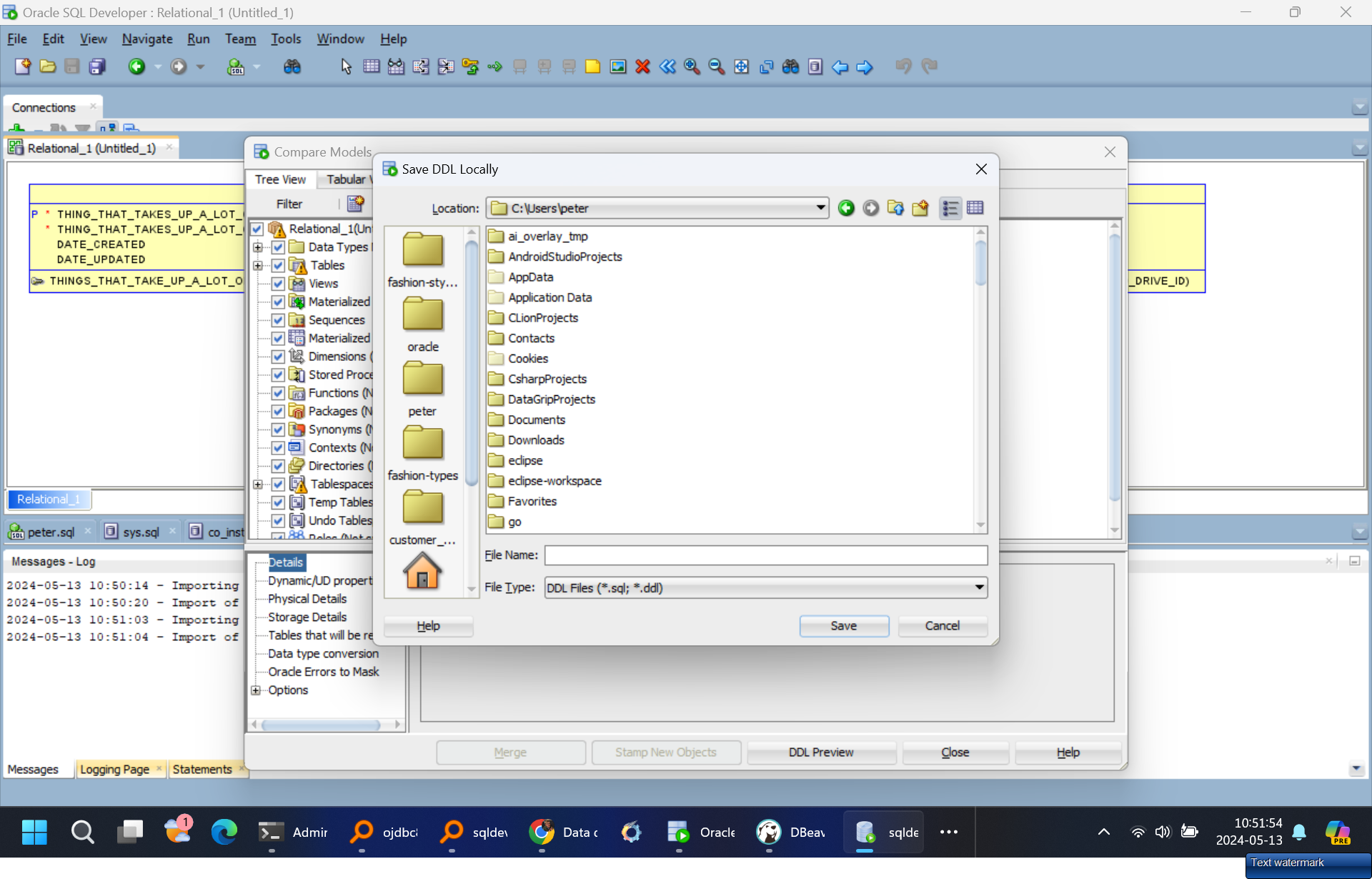
Sauvegarde d'un fichier DDL dans Oracle SQL Developer.

Un langage de définition de données (LDD ; en anglais data definition language, DDL) est un langage informatique et un sous-ensemble de SQL pour manipuler les structures de données d'une base de données, et non les données elles-mêmes.
Il permet de définir le domaine des données, c'est-à-dire l'ensemble des valeurs que peut prendre une donnée : nombre, chaîne de caractères, date, booléen. Il permet aussi de regrouper les données ayant un lien conceptuel au sein d'une même entité. Il permet également de définir les liens entre plusieurs entités de nature différente. Il permet enfin d'ajouter des contraintes de valeur sur les données.

## Commandes SQL
On distingue typiquement quatre types de commandes SQL de définition de données :
- CREATE : création d'une structure de données ;
- ALTER : modification d'une structure de données ;
- DROP : suppression d'une structure de données ;
- RENAME : renommage d'une structure de données.

Ces commandes peuvent porter sur les structures de données de type suivantes :
- TABLE : table ;
- INDEX : indice ;
- VIEW : table virtuelle ;
- SEQUENCE : suite de nombres ;
- SYNONYM : synonyme ;
- USER : utilisateur.

### Exemples
- Création d'une structure de données :

```
CREATE
 
VIEW
 
bts

AS
 
SELECT
 
nom
,
 
prenom
,
 
age

FROM
 
eleves

WHERE
 
classe
 
=
 
'BTS'
;

```

- Modification d'une structure de données :

```
ALTER
 
TABLE
 
eleves
 
ADD
 
COLUMN
 
moyenne_annuelle
 
INTEGER
 
NULL
;

```

- Suppression d'une structure de données :

```
DROP
 
VIEW
 
bts
;

```

- Renommage d'une structure de données :

```
RENAME
 
VIEW
 
bts
 
TO
 
eleves_bts
;

```

## Typage des champs pour la création d'une table
Lors de la création d'une table, il faut en particulier décider du type des champs qui sera approprié aux données et à leur manipulation. Si par exemple on décide de stocker des données définissant des individus dans une base de données, on pourra définir les données de l'entité individu dans une table individu comportant les champs :
- numero_de_securite_sociale : chaîne de caractères ;
- prenom : chaîne de caractères ;
- nom : chaîne de caractères ;
- date_de_naissance : date.

La date de naissance doit être forcément antérieure à la date du jour.
Maintenant, considérons l'entité voiture définie dans une table voiture comportant les champs :
- numero_dimmatriculation : chaîne de caractères ;
- marque : chaîne de caractères ;
- modele : chaîne de caractères ;
- ouverture_centralisee_des_portes : booléen.

À ce stade, nous aurons deux tables : individu et voiture. Supposons que nous voulions stocker les informations sur les voitures des individus, en supposant pour simplifier qu'un individu ne possède qu'une seule voiture. On pourra alors ajouter la colonne suivante à la table individu :
- numero_dimmatriculation_de_voiture_personnelle : chaîne de caractères.

Grâce à cette donnée complémentaire, on a lié l'entité individu à l'entité voiture à l'aide du numéro d'immatriculation, ce qui permettra de retrouver toutes les caractéristiques de la voiture.